# Nord (Kameroen)
Nord (Nederlands: Noord) is een regio van Kameroen en is de op een na noordelijkst gelegen van het land. Nord is 65.000 vierkante kilometer groot en had in 2005 ruim 1,35 miljoen inwoners. De hoofdstad van de regio Nord is Garoua. De regio wordt bewoond door een groot aantal etnische groepen waaronder de Fulbe. Nord wordt doorkruist door de rivier Benue. Bij de hoofdstad Garoua bevindt zich de op twee na grootste haven van Kameroen ondanks het feit dat de rivier enkel tijdens het regenseizoen van juli tot oktober bevaarbaar is.

## Grenzen
Binnenslands grenst Nord in het noorden aan de regio Extrême-Nord en in het zuiden aan de regio Adamaoua. Buitenlandse grenzen heeft Nord in het westen met Nigeria, in het oosten aan Tsjaad en in het zuidoosten aan de Centraal-Afrikaanse Republiek.

## Geschiedenis
Nord was een van de vijf provincies van Oost-Kameroen na de onafhankelijkheid van het land in 1960. Op 22 augustus 1983 werden de regio's Adamaoua en Extrême-Nord, ofwel het zuidelijke en het noordelijke deel, ervan afgesplitst.

## Departementen
De regio is verder verdeeld in vier departementen:
- Bénoué
- Faro
- Mayo-Louti
- Mayo-Rey

Adamaoua · Centre · Est · Extrême-Nord · Littoral · Nord · Nord-Ouest · Sud · Sud-Ouest · Ouest